# Rekkem
Rekkem é uma vila e deelgemeente belga pertencente ao município de Menen, província de Flandres Ocidental.
Em 2006, tinha 4.813 habitantes numa área de 7,90 km².

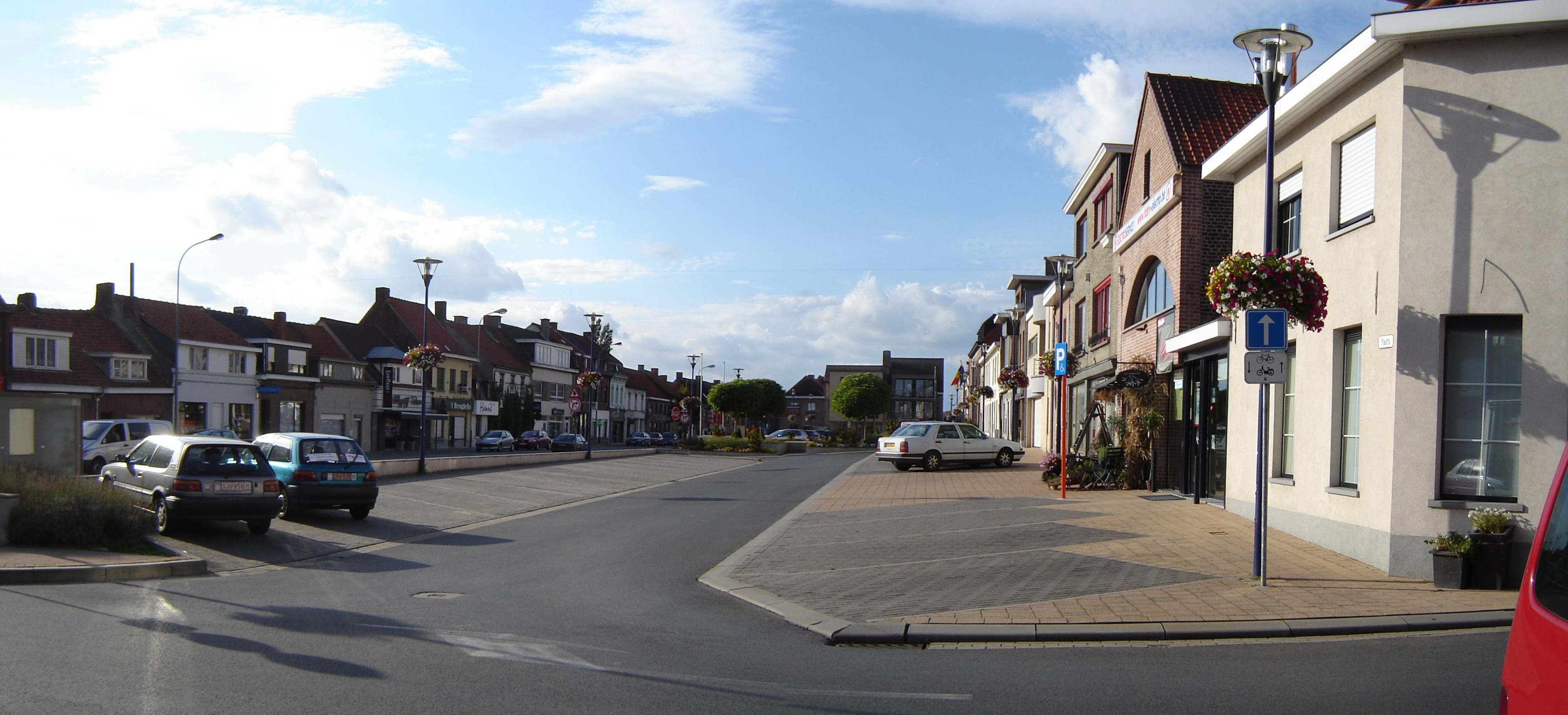
Praça de Rekkem
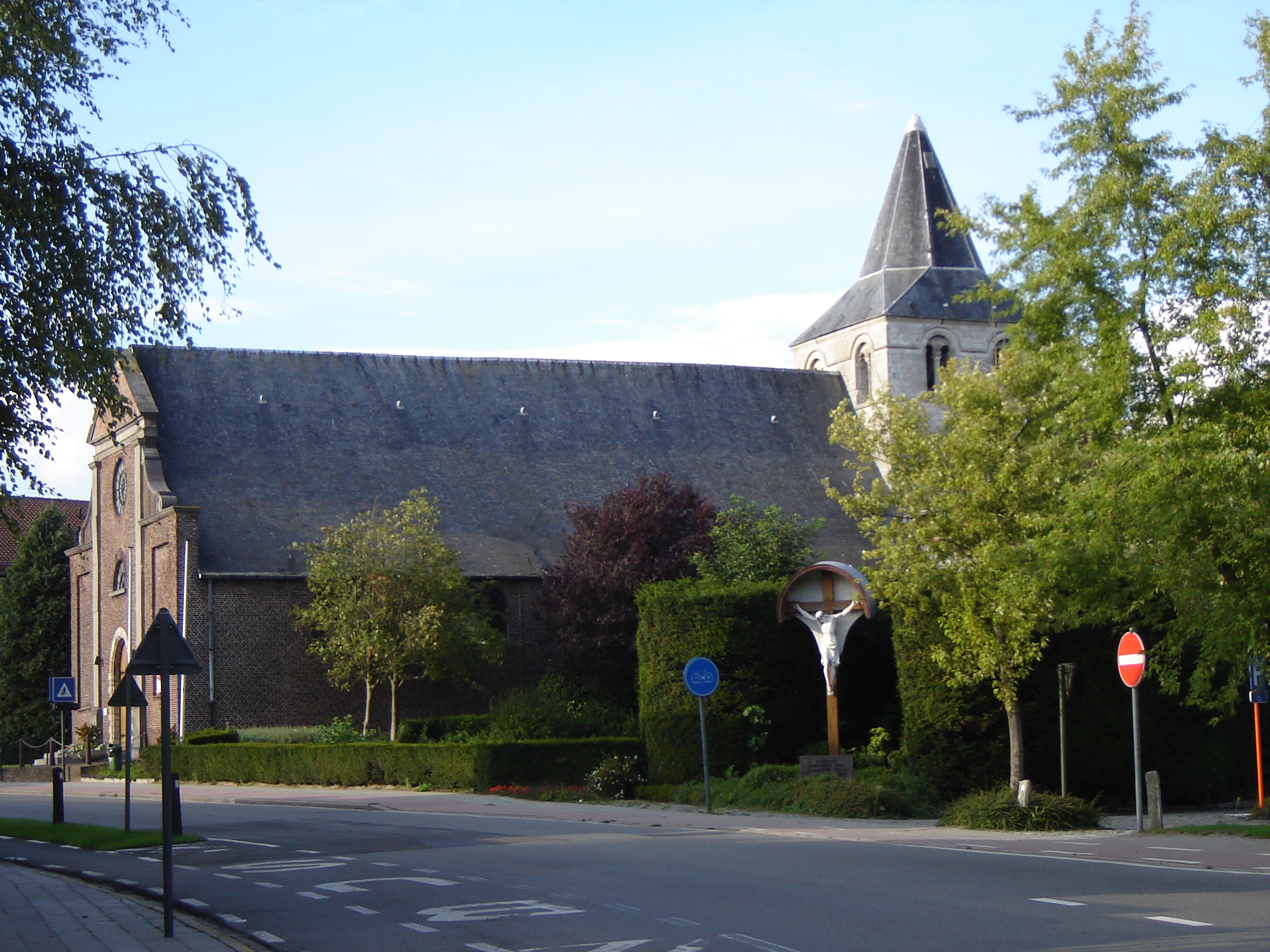
Igreja de Sint Niklaas
Situação de Rekkem, no município de Menen e na Bélgica